# 高爾儼
高尔俨（1606年—1654年），字中孚，號岱舆，别號钵庵，北直隶静海县（今屬天津市）王二庄人。明末清初政治人物。

## 生平
天启七年（1627年）丁卯科順天府鄉試举人，崇祯十三年（1640年）一甲第三名进士（探花），授翰林院编修，十四年五月母亲曹氏去世丁憂。十六年秋服闋，補原官，纂修六曹章奏，充經筵展書官，值起居注。明亡，降李自成。南明福王時，定“從賊案”，高爾儼及黨崇雅、衛周祚都被定案。
清军入关后，征补原官。顺治二年（1645年）四月，擢任内翰林秘书院侍读学士，充修史副总裁，管诰敕撰文，同年七月擢礼部右侍郎。顺治五年（1648年），调任吏部右侍郎。后加右都御史。顺治八年（1651年），任吏部尚书。次年被御史吳達彈劾，上疏請求罷官。顺治十年（1653年），重新起用，晋弘文院大学士，同年因病回故里。顺治十一年（1654年）卒，年四十九。追赠少保，谥文端。

## 著作
有《高文端公文集》。

## 家族
長子高恒懋，辛卯舉人，娶王氏（延绥巡抚王正志侄女），生子高缉睿；次子王恒泰，邑廪生，早卒，娶劉氏，癸未進士劉世傑女。一女嫁明河南巡抚玄默之孫玄釗，一嫁临洮同知姚思虞之子姚景申，一嫁汾州府推官蕭賦穎之子蕭濟美。

## 外部連結
- 高尔俨 天津静海政务公共信息网

| 官衔          | 官衔                                                                          | 官衔          |
| ------------- | ----------------------------------------------------------------------------- | ------------- |
| 前任： 陳名夏 | 吏部漢尚書 顺治八年八月己酉－顺治十年二月甲辰 （1651年9月18日－1653年3月6日） | 繼任： 成克鞏 |